# Stichting 't Grunneger Bouk
De Stichting 't Grunneger Bouk is opgericht in december 1974. Doel is het bevorderen van de uitgave en het stimuleren van de belangstelling voor boeken en andere publicaties, geschreven in het Gronings of een ander Nedersaksisch dialect, of - als ze maar betrekking hebben op de stad en/of provincie Groningen - in het Nederlands.
Samen met Het Grunneger Genootschop geeft de stichting het blad "Toal en Taiken; tiedschrift veur Grunneger kultuur" uit. Het is een tweemaandelijks verschijnend tijdschrift met informatie over nieuwe uitgaven en bijdragen over culturele, historische en taalkundige onderwerpen, verhalen en gedichten en interviews. Het tijdschrift verschijnt in het Gronings (in al zijn varianten).
't Grunneger Bouk geeft met enige regelmaat boeken uit en schrijft daarvoor soms wedstrijden uit, bijvoorbeeld voor het schrijven van Kerstverhalen.
De ruim 4.000 donateurs van de stichting krijgen elk jaar een boekengeschenk toegestuurd.
Onderdeel van 't Grunneger Bouk is de Stichting De Boukenkist. Deze stichting verkoopt als boekhandel boeken in het Gronings en over Groninger onderwerpen. Ook fungeert de stichting als "centraal boekhuis" voor uitgevers van Groningana en bevoorraadt op deze wijze boekhandels in de hele provincie en daarbuiten. Regelmatig houdt De Boukenkist tentoonstellingen en presentaties.
Sinds 1977 wordt elk jaar een "Dag van t Grunneger Bouk" georganiseerd, die een aantal jaren als meerdaagse culturele manifestatie "Van Ledderom" werd georganiseerd.
In 1981 heeft de Stichting de "Literaire pries" ingesteld, die wordt toegekend voor de beste literaire productie in het voorgaande jaar. Sinds 1998 wordt de prijs eens in de drie jaar toegekend.
Daarnaast kent de stichting sinds 1985 jaarlijks de "K. ter Laan Prijs" toe aan een persoon of instelling die zich verdienstelijk heeft gemaakt op het gebied van de Groninger taal, cultuur of historie.
Ter bevordering van het gebruik van de streektaal organiseert de stichting jaarlijks bezoeken van vrijwilligers aan basisscholen, die in de verschillende groepen gaan voorlezen.
De stichting werkt zonder structurele subsidie en kent een flink aantal vrijwilligers, die vanuit een eigen onderkomen in Scheemda aan het werk zijn. In dit pand zijn ook de "winkel" van De Boukenkist, een erfgoedbibliotheek met Groninger boeken en een uitgebreid documentatiecentrum gevestigd.